# Nigan
Nigan is een bestuurslaag in het regentschap Nagan Raya van de provincie Atjeh, Indonesië. Nigan telt 935 inwoners (volkstelling 2010).